# Madeleine Albright
Madeleine Albright (15 de maig de 1937 - 23 de març de 2022), nascuda Marie Jana Korbelová, va ser la 64a Secretària d'Estat dels Estats Units entre 1997 i 2001, i la primera dona a ocupar-ne el càrrec. Entre 1993 i 1997 va ser ambaixadora dels Estats Units a les Nacions Unides.

## Biografia
Albright va néixer a Praga, Txecoslovàquia, i va ser criada catòlicament pels seus pares, que s'havien convertit del judaisme per escapar de la persecució. El seu pare, Josef Korbel, va ser un diplomàtic txecoslovac. El 1939 la família va fugir a Londres després de l'annexió de Bohèmia pels nazis. Després de la Segona Guerra Mundial, la família Korbel es va mudar a Belgrad, i el Sr. Korbel va servir com a ambaixador txecoslovac a Iugoslàvia.
Ella i els seus pares van fugir una altra vegada quan els comunistes van assolir el poder a Txecoslovàquia, i la família va anar a parar als Estats Units el 1948.
Albright va cursar estudis a Suïssa i Denver abans d'estudiar ciències polítiques en el Wellesley College, a Massachusetts, amb una beca. També va estudiar Relacions Internacionals en la Paul H. Nitze School of Advanced International Studies (Johns Hopkins University) a Washington DC. Va ser a Suïssa on Marie Jana va adoptar el nom de Madeleine, la forma francesa de "Madlenka", el renom txec que la seva àvia li havia donat.
Albright va obtenir la ciutadania dels Estats Units el 1957, i després de graduar-se a Wellesley dos anys més tard, es va casar amb el periodista Joseph Albright. Van tenir tres filles, abans de divorciar-se el 1982.